# Eumichthus oedipus
Eumichthus oedipus là một loài bọ cánh cứng trong họ Cerambycidae.